# Самотність

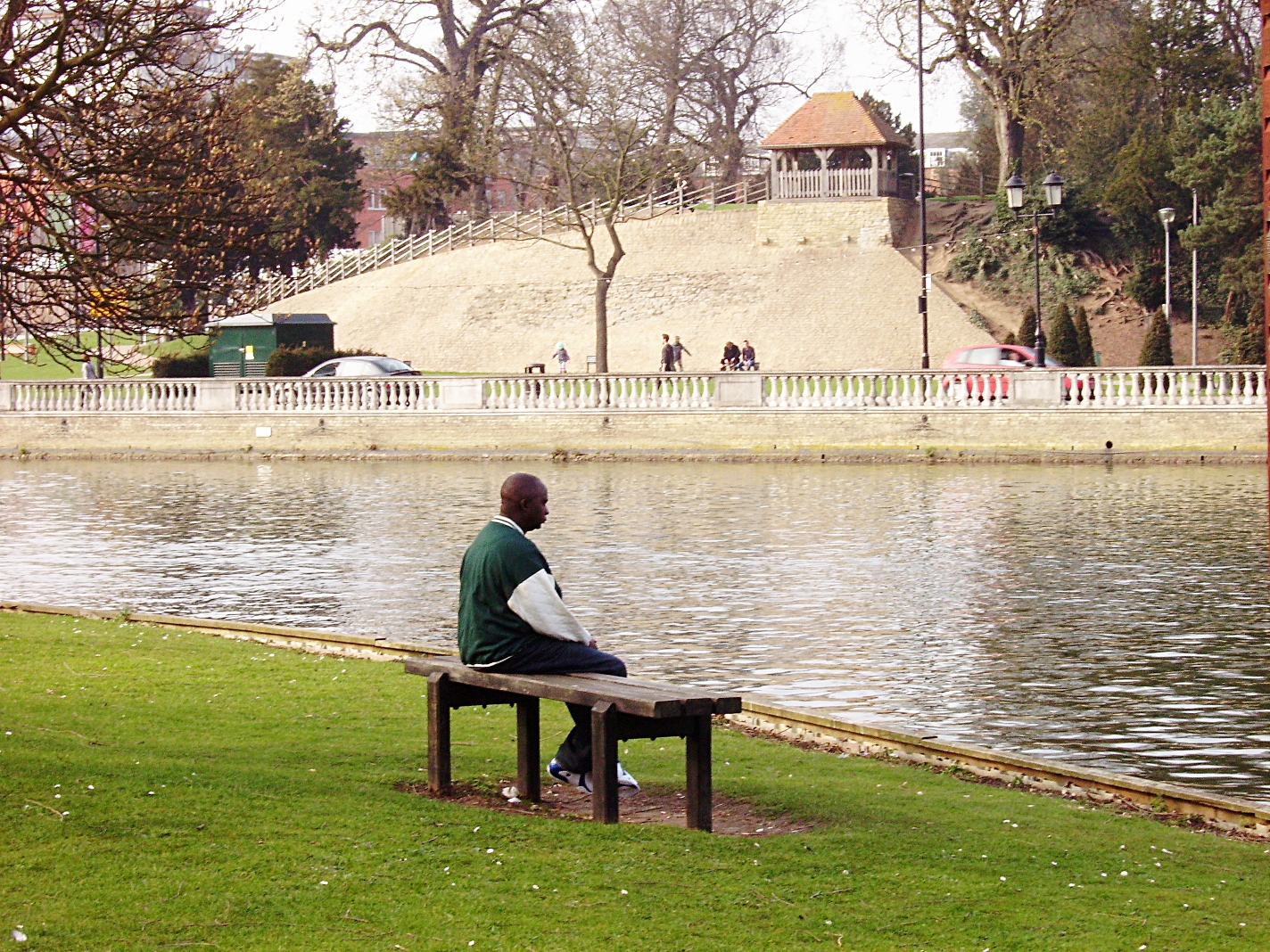
Самотній чоловік на лаві споглядає в далечінь

Само́тність — соціально-психологічне явище, емоційний стан, пов'язане з відсутністю близьких, позитивних емоційних зв'язків з людьми та / або зі страхом їх втрати в результаті вимушеної або наявної психологічної причини соціальної ізоляції. У рамках цього поняття розрізняють два різних феномени — позитивна (самітність) і негативна (ізоляція) самотність, однак найчастіше поняття самотності має негативні конотації.
Всесвітня організація охорони здоров'я (ВООЗ) визнала самотність нагальною глобальною загрозою для здоров'я. Її вплив може бути таким же шкідливим для здоров'я людини, як і паління 15 сигарет за добу.
У деяких країнах жити самотньо набагато частіше, ніж в інших. Statista Consumer Insights проведено опитування респондентів віком 18–64 років (проводилося в 21 країні з червня 2023 по липень 2024 року) щодо самотнього життя. На першому місці – Фінляндія де, майже кожен третій заявив, що живе сам по собі. Самотнє проживання також досить поширене у Німеччині, де 25 % респондентів відповіли, що проживають самотньо; Японії (24 %) і Сполучених Штатах Америки (23 %), Франції (21%).
У Китаї, де лише 8% респондентів сказали, що вони живуть самі, найпоширенішою практикою було жити в сім’ї з трьох осіб (50%). 
В Індії більш поширеним є проживання у великих домогосподарствах:  36 % респондентів вказало, що разом проживають 36 % чотири особи, або п’ять осіб і більше (також 36 %). 52 % респондентів Індії жили з батьками, 50 % — з партнером і 45 % — з дітьми. Лише чотири відсотки респондентів в Індії вказали, що живуть самі. Це був найнижчий показник з 21 досліджуваної країни. Навпаки, у США лише 15 відсотків респондентів жили з батьками, тоді як 40 відсотків жили зі своїм партнером і 33 відсотки жили з дітьми.

## Теорії виникнення
Проблема визначення самотності пов'язана з різноманіттям трактувань цього поняття у різних дослідників, серед них:
- почуття самотності й соціальна ізоляція;
- хворобливе переживання вимушеної ізоляції;
- добровільне усамітнення, пов'язане з екзистенціальним пошуком.

Треба відрізняти вимушену самотність від добровільного бажання усамітнення особи на недовгий термін. Останнє — добровільне усамітнення — якраз і виконує регулятивну функцію й включено в механізм зворотного зв'язку, що допомагає індивіду регулювати оптимальний рівень міжособистісних контактів, без утоми та дратівливості при їх перебільшенні. Однак фізична ізоляція людини не завжди призводить до самотності.

### Поширення
Самотність — поширене явище в великих містах, де спілкування з різними людьми відбувається короткочасно й поверхнево, а часу на встановлення тривалих і довірчих відносин не вистачає. Контакти не несуть емоційного навантаження, не ведуть до довіри та почуття безпеки. Самотність відчувають молоді люди, які не можуть знайти собі необхідного, відповідного партнера, або літня людина, що втратила знайомих і близьких і не вміє, не може знайти спільну мову з представниками молодшого покоління. Самотність нерідко переживають люди з інертною нервовою системою, які важко зав'язують нові контакти, повільно звикають до нових знайомих. У флегматичних, неактивних осіб самотність може призвести до депресії.
Нагадує самотність (але водночас не має такого глибокого характеру), брак зворотного зв'язку, обумовлений або ситуацією, або темпераментом (психологічним типом) даної людини. Своєю чергою, самотність може бути зумовлена глибокими патологічними змінами в психіці індивіда (аутизм).

### Фактори сприяння самотності
Існує низка психологічних факторів, які сприяють самотності. Наприклад, це може бути низька самооцінка, яка призводить до уникнення контактів з іншими людьми через страх критики, що, своєю чергою, створює порочне коло — в результаті відсутності контактів самооцінка ще більше падає. Слабкі навички спілкування також сприяють виникненню відокремленості від товариства, суспільства, посиленню самотності. Люди з погано розвиненими навичками міжособистісного спілкування, низькою соціалізацією через страх зазнати невдачі у відносинах або потрапити в психологічну залежність також нерідко прагнуть до самотності, особливо якщо в них вже є невдалий досвід спілкування з іншими людьми.
Часто самотніми відчувають себе люди, яких не розуміють їх близькі та/або суспільство
Самотність пов'язана з типом культури. Самотність — давня проблема західноєвропейських країн, де з доби Відродження плекали індивідуалізм, послаблюючи позиції колективізму. Лідерами в цьому процесі стали Англія, США, частково Канада, Франція, Австралія, Швеція.
За висновками одного соціологічного дослідження, що проводила газета «Дейлі телеграф», суспільство Великої Британії — найіндивідуалістичніше. Індивідуальність, несхожість на інших, егоїзм в суспільстві Британії цінують значно більше, ніж колективізм. Для груп з творчими здібностями — це рятівний фактор, бо сприяє пошукам нового, удосконаленню здобутого, започаткуванню нових стилів чи збагаченню теперішнього. Для пересічних громадян без здібностей індивідуалізм обертається відокремленістю, відчуженням від інших, розвитком дивацьких (або небезпечних для суспільства) рис характеру та поведінки. У Великій Британії спостерігають великий рівень тривожності, самотності, депресій. Надмірний індивідуалізм деяких західних суспільств пов'язують з високим рівнем самотності та депресій. І, навпаки, суспільства з високим рівнем колективізму мають низький рівень індивідуалізму у пересічної більшості громадян, низький рівень самотності (Китай, Тайвань, Росія на початку XX століття тощо).

### Різновиди самотності

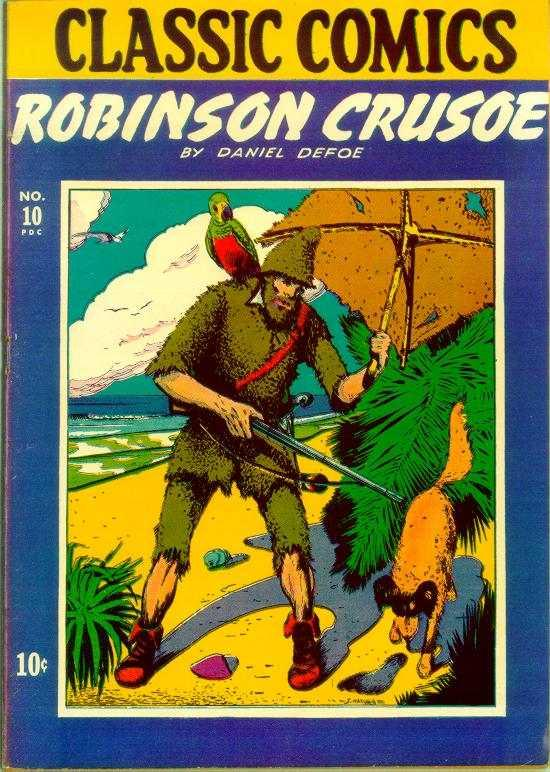

Самотність розділяється на два типи: явну і неявну (приховану від оточення) самотність. Прикладом явної (але вимушеної самоти) служить історія Робінзона Крузо, який прожив на самоті 28 років. Це явище виникає при дефіциті спілкування з людьми, людина хоче спілкуватися, але не може. Набагато частіше зустрічається самотність у неявній (прихованій від оточення) формі. Людина постійно знаходиться в оточенні людей, спілкується з ними, але водночас відчуває себе відчуженою. Всі ці люди їй не потрібні, точніше вона не відчуває до них особливої любові та прихильності, вони для неї легко замінні. Проблема неявної самотності дуже поширена серед підлітків і якщо вчасно не вирішується, то переходить і в стадію дорослого життя. Вона виникає через відчуття людини, що її ніхто не розуміє, немає душі здатної оцінити її гідності. Такі люди вважають, що якщо їм не знайти собі споріднену душу серед всіх цих людей, тоді навіщо вони взагалі потрібні. Тим самим вони свідомо прирікають себе на самотність. Виявити її досить складно, позаяк ця людина в суспільстві поводиться звичайно.
Григорій Зільбург розмежовує два поняття: самотність та відокремленість. При цьому відокремленість він вважає нормальним станом людини, коли людина вважає за краще спілкуватися з якоюсь конкретною особою. Самотність він відносить до нездоланного відчуття, причиною якого є: ранній нарцисизм, манія величі, ворожість з боку оточення.

### Нездатність повноцінно спілкуватись
Поширюється нездатність повноцінно спілкуватись — і на робочих місцях, і вдома. Родини часто створюють задля вирішення побутових, соціальних, сексуальних проблем, а родинний будинок перетворюється на спальне місце, місце відпочинку після виснажливої роботи. Але й родина, створена без емоційного зв'язку, й домівка, наповнена комп'ютером, телевізорами та мобільними телефонами — не позбавляє від самотності. Подружжя починає жити досить відокремлено одне від одного, маючи мало спільних справ. Самотність стала явищем і в родинному житті, посилюючи кризу традиційної родини.
Нездатність повноцінно спілкуватись стала явищем і в молодіжному середовищі, досить високо індивідуалізованому та наче створеному з самотніх осіб. Тимчасовість людських контактів не сприяє виникненню емоційно стійких та довготривалих відносин — якраз останні найбажаніші та найкорисніші для молоді.

### Профілактичні заходи
- формування клубів за інтересами;
- відвідини виставок, театрів, ярмарків, місцевих свят;
- підтримка родинних зв'язків;
- спілкування з власними дітьми;
- пожвавлення контактів поза межами робочих місць;
- подорожі та туризм тощо.